# Ясен Петров
Ясен Петров Петров е български футболист, полузащитник и треньор.

## Кратка биография
Роден е на 23 юни 1968 г. в Пловдив. Играл е за Ботев (Пловдив), Пирин (Гоце Делчев), Левски (София), Локомотив (София), Славия, Алки (Ларнака, Кипър), китайските Ухан, Нандзин, и Чънду и немските Мепен и Тенис Борусия (Берлин). Носител на купата на страната през 1992 с Левски (Сф) и през 1995 г. с Локомотив (Сф). Вицешампион през 1992 с Левски (Сф) и през 1995 г. с Локомотив (Сф), бронзов медалист през 1993 и 1994 с Ботев (Пд) и през 1996 г. с Локомотив (Сф). В А група има 231 мача и 50 гола. За Левски е изиграл 27 мача и е вкарал 1 гол за купата на страната и 2 мача с 1 гол за КНК, за Локомотив има 6 мача и 2 гола в евротурнирите (3 мача с 1 гол за КНК и 3 мача с 1 гол за купата на УЕФА), за Ботев има 2 мача и 1 гол за купата на УЕФА. За националния отбор на България има 3 мача. Бивш треньор на Локомотив (Сф), с който играе полуфинал за купата на България, на Ботев (Пд), с който печели промоция за А група и играе четвъртфинал за купата на България, на Черно море, с който достигна до финал за купата на страната и 6 място в А-ПФГ. Има 114 мача като старши треньор в А-ПФГ, 24 мача Б-ПФГ, бивш треньор на националния отбор юноши 88 година. Интересно за отбелязване е, че в дебютния си мач за пловдивските смърфове успява да разгроми кръвния враг Ботев (Пд) с 4:0. Притежател е на UEFA лиценз „Про“ от ТШФ. От 20 май 2010 г. до 27 май 2011 г. е старши треньор на Левски (София). Женен, има три деца. През 2021 г. е избран за старши треньор на националният отбор на България. На 5 юни след загубата с 2:5 от Грузия в Лигата на нациите Ясен Петров поема цялата отговорност и подава оставка след двубоя.